# 点叶薹草
点叶薹草（学名：Carex hancockiana）为莎草科薹草属的植物。分布在朝鲜、俄罗斯、蒙古以及中国大陆的青海、内蒙古、甘肃、河北、吉林、陕西、山西等地，生长于海拔1,300米至2,200米的地区，一般生于林中草地、水旁湿处及高山草甸，目前尚未由人工引种栽培。

## 别名
华北薹草（东北草本植物）